# Teoria perturbativa di Møller-Plesset
La teoria perturbativa di Møller-Plesset (MPn) è un metodo ab initio post-Hartree-Fock utilizzato nel calcolo computazionale di chimica quantistica. Rappresenta un perfezionamento del metodo Hartree-Fock ottenuto tenendo conto della correlazione elettronica sfruttando la teoria perturbativa, solitamente del secondo (MP2), terzo (MP3) o quarto ordine (MP4).
La teoria perturbativa rappresenta una trattazione quantomeccanica che esprime matematicamente l'effetto generato da una perturbazione esterna sul sistema oggetto di studio, nel caso chimico quantistico ciò è particolarmente utile considerando che in una reazione chimica spesso si trovano a interagire dipoli molecolari o specie ioniche alle quali è associato un certo valore di campo elettrico. Il classico operatore hamiltoniano non perturbato {\displaystyle {\hat {H}}_{0}} assume una forma estesa addizionandogli un fattore perturbativo {\displaystyle {\hat {V}}}:
{\displaystyle {\hat {H}}={\hat {H}}_{0}+\lambda {\hat {V}}},
dove λ è un parametro che descrive l'entità della perturbazione. La funzione d'onda di Hartree-Fock è un'autofunzione approssimata dell'hamiltoniano corretto ma diviene un'autofunzione esatta considerando la somma dei singoli operatori di Fock {\displaystyle {\hat {H}}_{0}}. La perturbazione rappresenta matematicamente la differenza tra l'hamiltoniano effettivo e l'hamiltoniano di Hartree-Fock originario (sistema non perturbato), cioè un contributo energetico dovuto all'interazione delle cariche elettriche che l'Hartree-Fock classico considera solamente come effetto medio (questo è uno degli assunti fondamentali del metodo Hartree-Fock). Se l'entità della perturbazione è sufficientemente piccola, la risultante funzione d'onda ed energia può essere espressa in serie di potenze in λ:
{\displaystyle \Psi =\lim _{n\to \infty }\sum _{i}^{n}\lambda ^{i}\Psi ^{(i)}},
{\displaystyle E=\lim _{n\to \infty }\sum _{i}^{n}\lambda ^{i}E^{(i)}}.
Introducendo queste serie di potenze nell'equazione di Schrödinger tempo-indipendente si ottiene
{\displaystyle \left({\hat {H}}_{0}+\lambda V\right)\left(\sum _{i}^{n}\lambda ^{i}\Psi ^{(i)}\right)=\left(\sum _{i}^{n}\lambda ^{i}E^{(i)}\right)\left(\sum _{i}^{n}\lambda ^{i}\Psi ^{(i)}\right)}.
Il coefficiente λi relativo all'orbitale {\displaystyle \Psi _{i}} è genericamente espresso come
{\displaystyle \lambda _{i}={\frac {-\int \Psi _{i}^{*}{\hat {H}}\Psi _{0}d\tau }{E_{i}-E_{0}}}} .
La soluzione dell'equazione di Schrödinger per l'ordine 0 fornisce un valore di energia che rappresenta la somma delle energie degli orbitali elettronici. Nel caso dell'ordine 1 si ottiene una energia corretta di Hartree-Fock e la funzione d'onda. Per ottenere risultati diversi dal metodo Hartree-Fock è necessario superare il primo ordine. Il secondo (MP2),) il terzo (MP3) e il quarto ordine (MP4) sono i livelli standard applicati per la teoria di Møller-Plesset per il calcolo relativo a sistemi piccoli. Calcoli di ordini superiori sono possibili, ma vengono di rado utilizzati in pratica.
Studi sistematici sulla teoria MPn hanno dimostrato che il metodo non è necessariamente convergente a ordini superiori. Il tipo di convergenza tende ad essere variabile in relazione alla complessità del sistema studiato e all'insieme di funzioni d'onda di base utilizzate.
La teoria NEVPT è una applicazione della teoria di Møller-Plesset di secondo ordine per funzioni d'onda utilizzate nel metodo complete active space.